# Exochus echigoensis
Exochus echigoensis là một loài tò vò trong họ Ichneumonidae.